# Hemidactylus mercatorius
Hemidactylus mercatorius là một loài thằn lằn trong họ Gekkonidae. Loài này được Gray mô tả khoa học đầu tiên năm 1842.